# Augusto Portela
Augusto Portela Valdomir (Buenos Aires, 1893-La Coruña, 1892) fue un fotógrafo español.

## Biografía
Nació el 30 de noviembre de 1893 en Buenos Aires, hijo del también fotógrafo Antonio Portela Paradela. Dirigió el documental La ciudad de cristal y colaboró con sus fotografías en El Pueblo Gallego. En 1924 recibió la Medalla de Oro en la Exposición de Arte Fotográfico celebrada en Lugo. Falleció en La Coruña el 29 de octubre de 1982.